# Zselíz

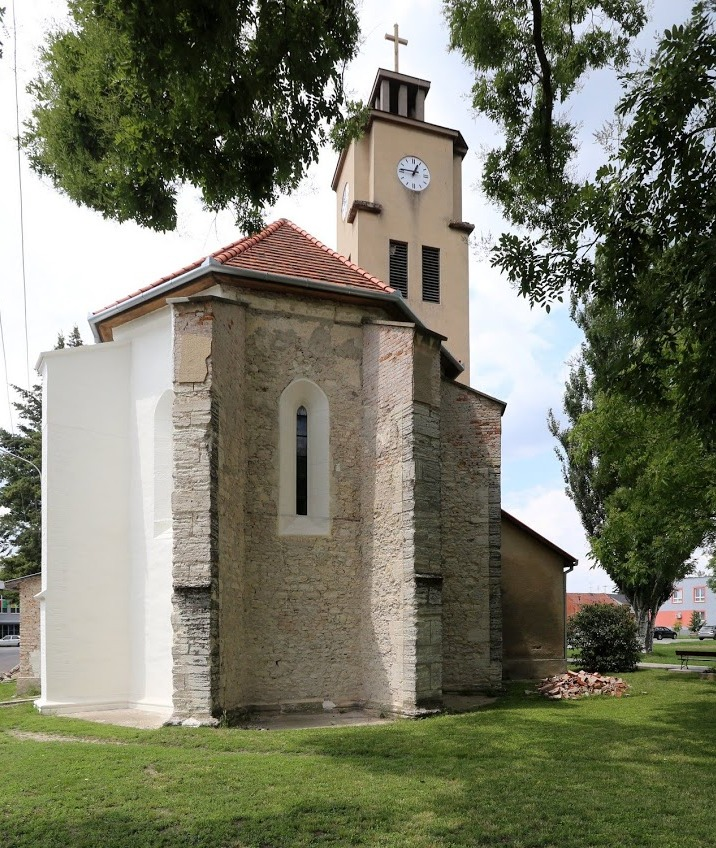
A középkori eredetű katolikus templom szentélye

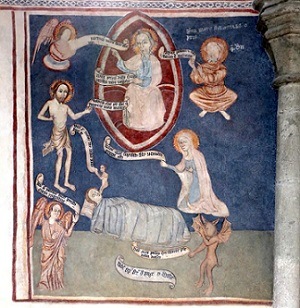
Középkori falkép a katolikus templom szentélyében: Vesszős György külön megítélése

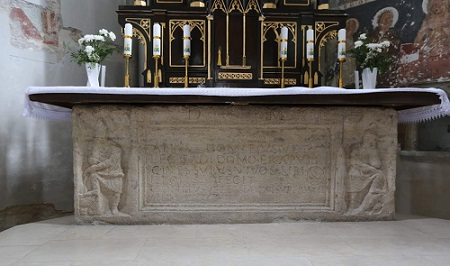
Római-kori szarkofág a katolikus templom szentélyében, mint oltár asztal

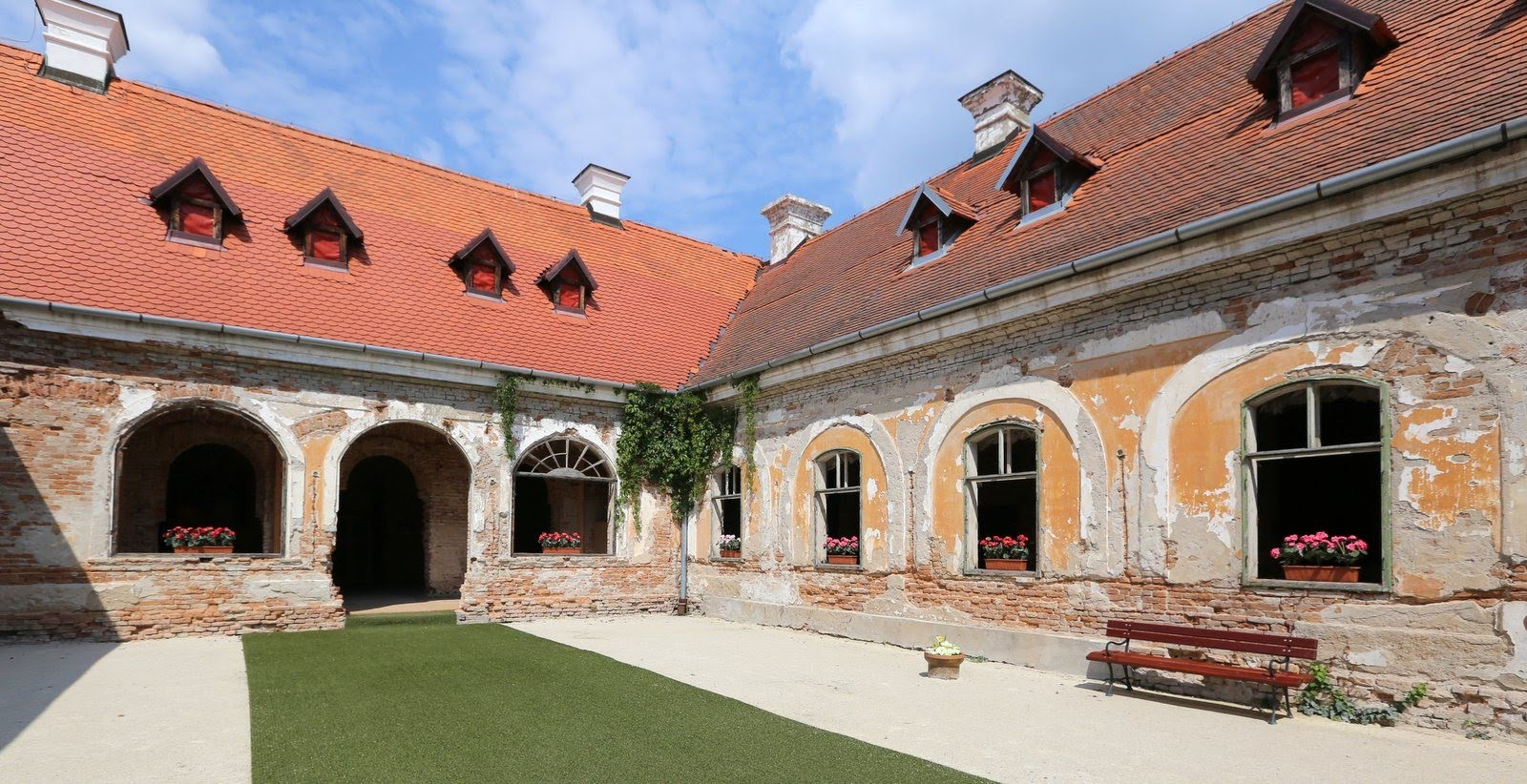
Az Esterházy-kastély belső udvara

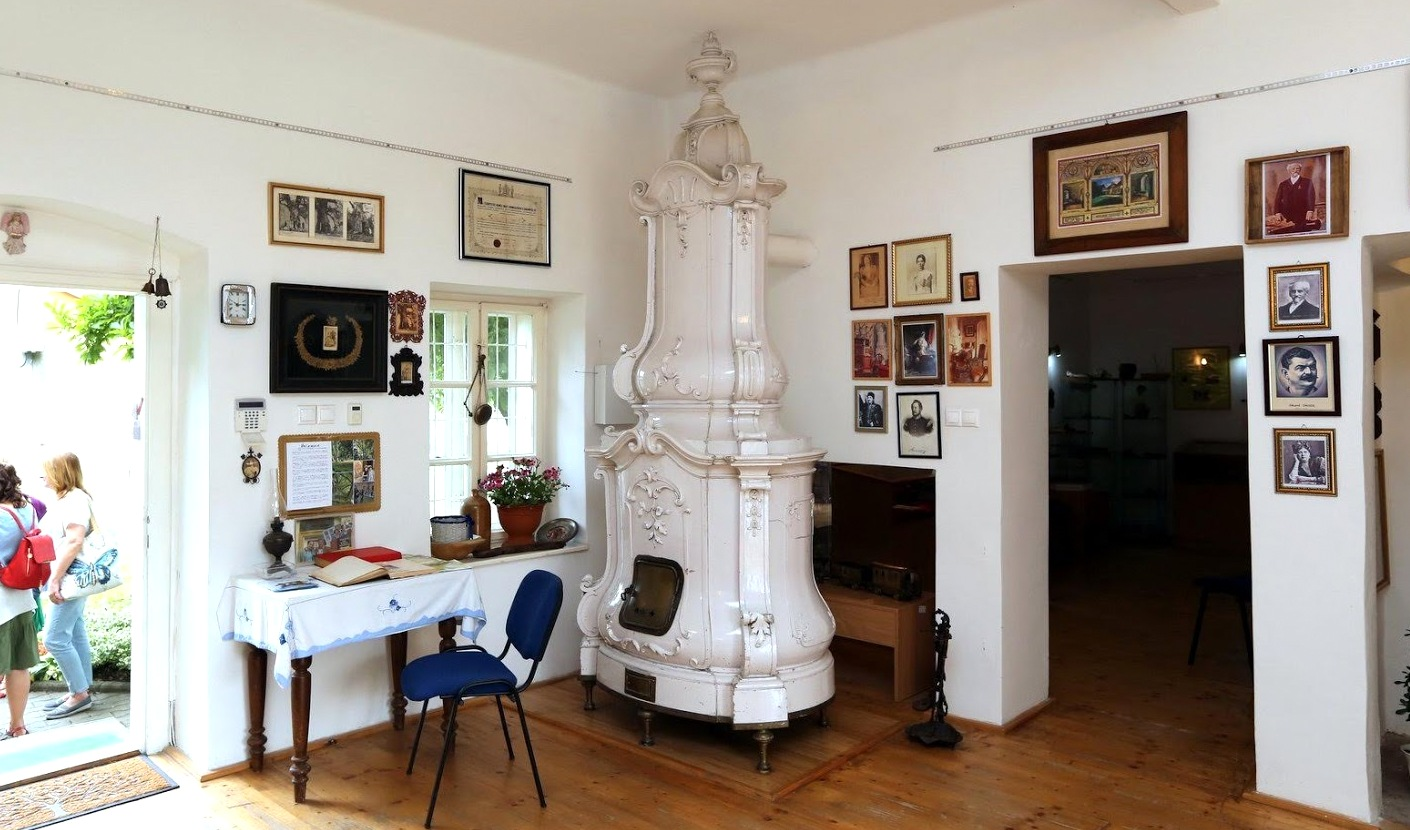
Helytörténeti kiállítás a Baglyosházban

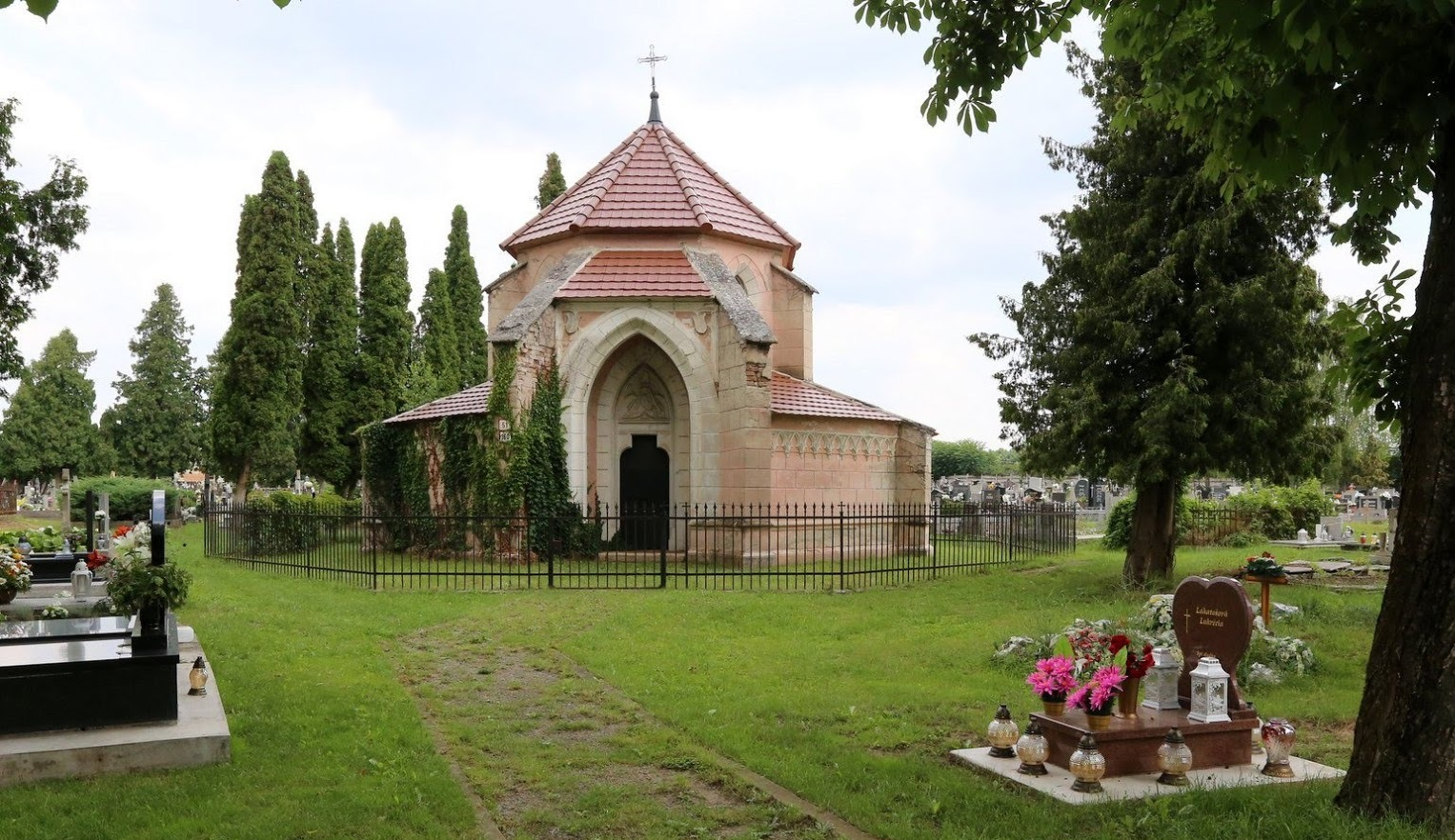
Az Esterházyak nyughelye a temetőben

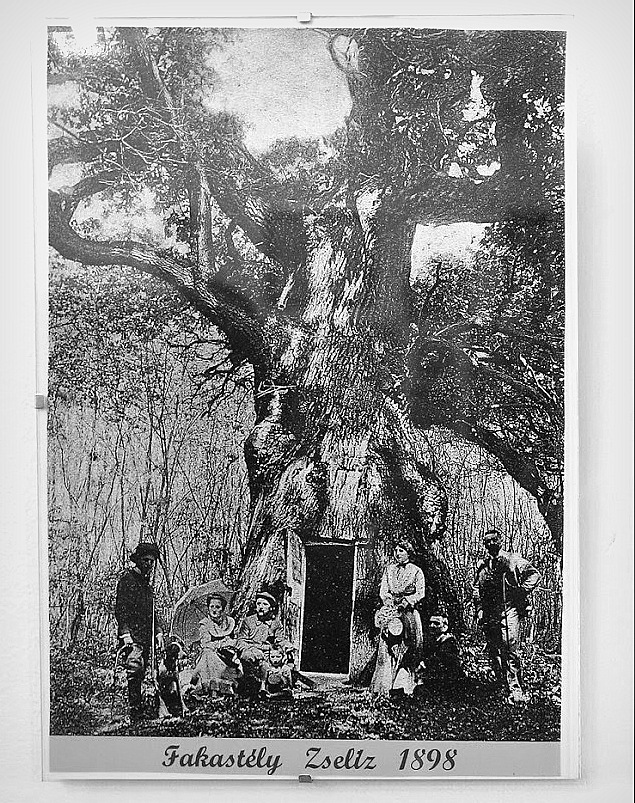
Az úgynevezett Fakastély

Zselíz (szlovákul Želiezovce, korábbi magyar nevén Zseliz, németül Zelis) város Szlovákiában, a Nyitrai kerület Lévai járásában. Hozzá tartozik Garammikola és Szodó.

## Fekvése
Lévától 25 km-re délre, a Garam jobb partján fekszik.

## Története
Már az őskorban lakott hely, melynek újkőkorszaki leleteiről a vonaldíszes kerámia kultúrája külön csoportját (zselízi kultúrát) nevezték el. Ezeken kívül a hévmagyarádi kultúra településének maradványai is előkerültek. Bronzkori, hallstatti és La Tène-kori, illetve a 2.–3. századból germán település nyomait tárták fel. Román templomának alapjai 11. századiak.
Udol (Vdol) első fennmaradt írásos említése 1156-ból való, majd 1296-ban említik. Az esztergomi érsekséghez tartozott, s később jászokat is említenek itt.
A falut templomával, malmával és kőhídjával 1274-ben említik először "Selyz" alakban. Nevét a Garam mentén északra húzódó vas szállítására használt, ókori útról kapta.Püspöki Nagy Péter szerint a silis (sünös) névből származik. (Püspöki Nagy Péter: Zseliz város címere, 54. oldal) Urbán György szerint a zilíz (vadmályva) nevéből származik.
1293-ban "Selez", 1307-ben "Zelyz", 1311-ben "Zeleyz" néven szerepel a korabeli forrásokban. A Hontpázmány nemzetség birtoka, majd 1308-ban a Zselizi, 1345-ben pedig a Becsei családé. Ekkor került a Töttös család birtokába. 1468-ban a királyi parancsra beiktatott Várdai család kapta, azonban az 1486-os nádori ítélet Várdai Jánosnak és Töttös Orsolyának ítélte, akiket még ugyanebben az évben be is iktattak a birtokaikba. A Várdai család másik ága nem mondott le ezekről a birtokokról még 1489-ben sem, azonban azok Orsolyánál maradtak. 1493-ban már özvegyként elzálogosította Hont és Bars megyei birtokait férje testvérének, Várdai Lászlónak 5000 forintért.
1557-ben önálló uradalmi központ, mely a Dessewffy, később az Esterházy család birtoka volt. 1536-ban 31 portája adózott. 1601-ben iskola, két major és 78 ház állt a településen.
1709 áprilisában Károlyi kuruc hadai itt hajóhidat építettek, melynek biztosítására a Garam mindkét partján földsáncokból kisebb erődítményt emeltek. 1715-ben 29 adózója volt. 1828-ban 189 házában 1300 lakos élt, lakói főként mezőgazdasággal foglalkoztak. A faluban régi postaállomás működött. A Párkány–Léva-vasútvonalon túl, keskeny nyomtávú vasút kötötte össze a Börzsönyi erdészeti vasutakkal, a dohány és papírgyárral.
Vályi András szerint "ZSELÉZ. Zselíz, Zselczov. Magyar falu Bars Várm. földes Ura Gr. Eszterházy Uraság, lakosai katolikusok, fekszik Lévához 2 mértföldnyire; határja ollyan, mint Garam Mikoláé; Szentegyháza jeles, vagyonnyai külömbfélék."
Fényes Elek szerint "Zseliz, Bars vm. magyar falu a Garan jobb partján a Léváról Esztergomba vivő országutban, 812 kath., 17 evang., 359 ref. lak. Van itt egy kath. anya, s ref. filial szentegyház; csinos urasági kastély és kert. vendégfogadó, vizimalmok. Róna határa gazdag termékenységü, rétje, legelője bőven levén, a jobbágy sok szarvasmarhát, az uraság pedig gyönyörü merino nyájakat tart. F. u. gr. Eszterházy Jánosné, s feje egy jövedelmes uradalomnak. Postahivatal helyben."
Bars vármegye monográfiája szerint "Zseliz, a lévai járás alsó részében fekvő magyar kisközség, 2367 róm. kath. és ev. ref. vallású lakossal. E község a pápai tizedszedők jegyzékében Ziliz alakban van felemlítve. 1345-ig koronabirtok volt, a mikor Nagy Lajostól csere útján a Becsei család birtokába került és Becsei Imre és fiai Töttös és Vesszős bírták. Ebbe a családba házasodott a Dessewffy, azután az Eszterházy család és ezen a réven került a birtok az Eszterházyak kezébe. Eszterházy Miklós nádor 1636-ban 4000 arany forintért zálogba adta Eszterházy Pál nógrádi kapitánynak, a kinek tulajdonában meg is maradt. Ezután a birtok a Szakmáry és a gróf Amade család tulajdonába került, kiktől az Eszterházyak megvették és ezektől, leányágon a gróf Breunner család nyerte, melynek örökösei most is bírják. A Rákóczy-féle szabadságharcz alkalmával Zseliz fontos stratégiai pont volt, melynek megtartására és megvédésére úgy a felkelők, mint a császáriak nagy súlyt fektettek. Bottyán János, Rákóczy parancsára itt hidat veretett a Garamon és ezen át szállíttatta az élelmet az érsekújvári, nyitrai, tapolcsányi, esztergomi és komáromi őrségnek. 1706-ban maga Rákóczy is itt táborozot. 1709 február 9-én itt kelt át a Garamon Károlyi Sándor is seregével, 14-én azonban ismét itt volt. 1709-ben a zselizi Garamhíd már sánczokkal volt megerősítve és 1200 gyalogos védte, megfelelő számú ágyúkkal. Ugyanez év április 29-én Rákóczy vezérei 4000 harczossal táboroztak itt. Mikor azután a kuruczok Zseliz alól távozni voltak kénytelenek, Bottyán a hidat szétbonttatta és a sánczokat széthányatta, de a császáriak ismét felépítették a hídat és felhányták a sánczokat. A község nevét az idők folyamán különféle változatokban találjuk említve. A XVII. század végén Zelész, a XVIII. században Zselez és tótul Zelczov. Már akkoriban, a mikor még az Eszterházyak voltak az urai, híres mintagazdaság volt, nagy marhatenyésztéssel szeszgyárakkal és serfőzővel. E jó hírét a gazdaság különben, a kitünő vezetés következtében, a mai napig megtartotta. Zseliz régi postahely és a posta-regále az Eszterházy családnak volt adományozva. Köre kiterjedt az egész alsó Garam völgyére. 1720-ban Eszterházy itt a nagyterjedelmű angol parkban kastélyt is építtetett, mely több becses tárgyat tartalmaz, többek között Eszterházy János zongoráját, melyen Schubert, a híres zeneköltő tanította a gróf leányait 1818-ban és itt írta zeneműveinek egyik legszebbikét, a „Schöne Müllerin”-t. Ezenkivül a kastélyban sok érdekes régi butor és metszet van. Az uradalomhoz tartozó kis erdőben egy kb. 800 évesre becsült élő fa van, melyet fakastélynak is neveznek. Kerülete oly terjedelmű, hogy a belsejében álló asztal körül 12 ember foglalhat helyet. E községben született 1842-ben Kherndl Antal, a Magy. Tud. Akadémia tagja. Kherndl János uradalmi felügyelő neje gazdag és nagybecsű régiség-gyűjteménynyel bír. Az őskori és bronzkori régiségeken kivül sok középkori és újabbkori érdekes és becses tárgy van a gyűjteményében, régi edények és gazdag régi kalotaszegi és szász varrottas gyűjtemény. A község katholikus temploma XIV. századbeli, de több izben átalakították, 1884-ben pedig restaurálták. Régi freskói, melyeket vastag mészréteg alatt találtak, érdekesek és az egyik alak, hajdani földesuri családjának egyik tagját: Becsey Vesszős Margitot ábrázolja. A templom oltárasztala egy római sarkophag, melyet még a Becsei Imre fia Vesszős szállíttatott ide Óbudáról, hol azt Aquincum romjai közt találták. A református templom már a XVIII. század vége felé fennállott. A községben takarékpénztár is van. A községhez tartoznak Sasdomb, Rozina, Pricsina, Árok, Dombi, Gereblye és Kerekudvard puszták és tanyák is. Kerekudvard azelőtt község volt, melyet a törökök pusztítottak el. A községnek van postája, távirója és vasúti állomása."
1919. március 23-án Zselíz lakossága demonstratív felvonulást szervezett. A cseh legionáriusokból álló rendfenntartó erők sortüzet nyitottak rájuk. A sortűznek összesen öt halálos áldozata és számos sebesültje volt.
1922-ig Bars vármegye Lévai járásához tartozott. 1923-ban, Csehszlovákia első közigazgatási átszervezésekor létrehozták a Zselizi járást, mely 1960-ban szűnt meg. 1938 és 1945 között Zseliz újra Magyarország része volt, ekkor a Zselizi járás átmenetileg megszűnt. A második világháború harcaiban 200 lakosa esett el és súlyos károk is érték a települést. Városi rangra 1960-ban emelték.

## Népessége
| Év:            | 1994. | 2004.   | 2014.   | 2024.   |
| -------------- | ----- | ------- | ------- | ------- |
| Emberek száma: | 7602  | 7522    | 7056    | 6558    |
| Eltérés:       |       | -1,05 % | -6,19 % | -7,05 % |

| Év:            | 2023. | 2024.   |
| -------------- | ----- | ------- |
| Emberek száma: | 6588  | 6558    |
| Eltérés:       |       | -0,45 % |

1880-ban 1972 lakosából 1803 magyar és 92 szlovák anyanyelvű volt.
1890-ben 2205 lakosából 2044 magyar és 117 szlovák anyanyelvű volt.
1900-ban 2367 lakosából 2312 magyar és 35 szlovák anyanyelvű volt.
1910-ben 2301 lakosából 2274 magyar és 5 szlovák anyanyelvű volt. Garammikola 710 lakosából 708 magyar és 1 szlovák anyanyelvű volt. Szodó 444 lakosából 441 magyar és 2 szlovák anyanyelvű volt.
1921-ben 2681 lakosából 2316 magyar és 262 csehszlovák.
1930-ban 3116 lakosából 2208 magyar, 665 csehszlovák, 101 zsidó, 22 német, 60 egyéb és 60 állampolgárság nélküli volt. Ebből 2169 római katolikus, 752 református, 146 izraelita, 43 evangélikus, 3 görög katolikus és 3 egyéb vallású volt.
1941-ben 3112 lakosából 3076 magyar és 33 szlovák. Garammikolán 765 magyar és 14 szlovák élt.
1970-ben 5485 lakosából 3032 magyar és 2408 szlovák. Szodón 334 szlovák és 212 magyar élt.
1980-ban 6635 lakosából 3564 magyar és 2989 szlovák.
1986–1992 között közigazgatásilag Peszektergenye Zselízhez tartozott.
1991-ben 8373 lakosából 4482 magyar és 3782 szlovák.
2001-ben 7522 lakosából 3855 magyar és 3543 szlovák.
2011-ben 7186 lakosából 3550 szlovák, 3501 magyar, 23 cseh, 21 cigány, 4 ukrán, 3 német, 2-2 lengyel és bolgár, 1-1 orosz és ruszin, 2 egyéb és 76 ismeretlen nemzetiségű volt.
2021-ben 6756 lakosából 3570 szlovák, 2815 magyar, 5 cigány, 3 ruszin, 51 egyéb és 512 ismeretlen nemzetiségű.

## Nevezetességei
- Szent Jakab tiszteletére szentelt római katolikus temploma a 14. század második felében épült gótikus stílusban. Egyik freskója Vesszős György megítéltetését ábrázolja, aki 1348-ban I. Lajos oldalán harcolt az első nápolyi hadjáratban és Aversa városában a király parancsára lefejezte az ártatlanul megvádolt Durazzói Károly nápolyi herceget, Johanna sógorát. Vesszős György a hadjáratból hazatérve, bűneit megbánva zarándokként bolyongott. 1945-ben a visszavonuló német csapatok felrobbantották a tornyot, ami bedöntötte a templomhajót. Csodával határos módon a szentély megmaradt eredeti formájában. Az 1950-es évek elején építettek újjá szocreál stílusban.[15]
- 1736-ban templomának közepén római sírkövet találtak, mely a 19. század végétől a főoltár asztalát képezi.
- Kastélya 1720 körül épült késő barokk stílusban.
- Az úgynevezett „Baglyosház”-ban a valamikor itt elszállásolt Schubert tiszteletére kiállítást rendeztek be.
- Református temploma. A második világháborúban a visszavonuló német csapatok 1945 tavaszán felrobbantották a református templomot. A jelenlegi templom építése 1958-ban kezdődött, felszentelése 1962-ben történt.[16] A templom és a parókia felépítése a gyülekezet akkori lelkipásztorának, Kovács Károlynak kezdeményező és kitartó szervező munkássága által valósult meg. A templomépítő lelkipásztort 2012. szeptember 9-én in memoriam a város díszpolgárává választották.[17]
- Természetvédelmi területét 1941-ben a szürkegém fészektelepének megóvása érdekében hozták létre.
- Szlovákia egyik legidősebb és legnagyobb, 200 éves és 24 m magas, védett tiszafája.
- Közeli erdejében volt az úgynevezett Fakastély, egy hatalmas tölgyfa, belsejében asztal, körben 12 székkel. A hagyomány szerint Mátyás király is megaludt benne Börzsönyi vadászatai alkalmával. 1932. május 29-én, egy erős viharban elpusztult.[18]

## Iskolák
- A magyar tannyelvű Comenius Gimnáziumot 1956-ban alapították. Comenius nevét 2006-ban vették fel.
- Szlovák tannyelvű gimnázium.
- A magyar tannyelvű Alapiskola, melyet 1950-ben alapítottak.[forrás?]

## Híres emberek

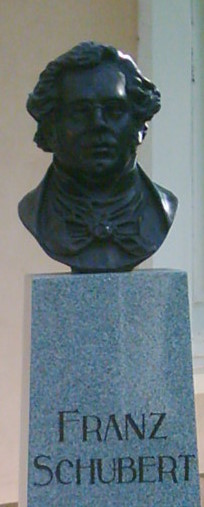
Franz Schubert mellszobra a múzeum előtt

- Zselízről származik a híres Sacher cukrász-szállodatulajdonos család.
- 1818 és 1824 nyarán Franz Schubert a kastélyban tanította zongorázni az Eszterházy-kisasszonyokat, szobra a kastély parkja melletti Franz Schubert múzeumnál áll.
- Itt született 1813-ban Maár Károly római katolikus plébános, pápai kamarás.
- Itt született 1818-ban Santho Károly pozsonyi kanonok.
- Itt született 1842-ben Kherndl Antal mérnök, műegyetemi tanár, a Magyar Tudományos Akadémia levelező (1884) majd rendes (1898) tagja.
- Itt született 1843-ban Eduard Sacher osztrák gasztronómus és szállodás, a Hotel Sacher szálloda alapítója.
- Itt született 1863. október 16-án Fischer-Colbrie Ágoston, kassai római katolikus püspök.
- Itt született 1897. november 30-án Király József esperes-plébános, újságíró, felvidéki magyar politikus, magyarországi országgyűlési képviselő.
- Itt született 1964-ben Mokos Attila a Komáromi Jókai Színház színésze.
- Itt született 1977-ben Gubík Ági színésznő (1977. február 4.).
- Itt hunyt el 2002-ben Urbán Sándor író.
- Major Timea fitnesz világbajnok.
- Dulai Henrietta oceanográfus, az első Szlovákiából származó nő, aki az Antarktiszra lépett.
- Itt szolgált Újváry László (1930-2021) szlovákiai magyar pedagógus, a lévai magyar kulturális élet egyik szervezője.
- Itt szolgált Kudora János (1849-1918) római katolikus esperes-plébános, Kudora Károly bátyja.

## Testvérvárosok
- Barcs, Magyarország
- Makó, Magyarország
- Csíkszereda, Románia